# ツインビー
『ツインビー』（TwinBee）は、コナミの縦スクロールシューティングゲーム。1985年3月5日にアーケードゲームとして稼働開始した。コナミのアーケードゲーム基板「バブルシステム」を初めて搭載した作品であり、また、2人同時プレイが可能なシューティングゲームとして草分け的な存在である。
本作以降シリーズ化され、一方で1990年代には同シリーズを基にした各種メディアミックスが展開された。その後、アーケード版の各種権利が2016年11月1日にコナミデジタルエンタテインメントからコナミアミューズメントへ再継承され、現在に至っている（コナミグループ再編によるもの）。現在でもコナミアミューズメントのWebサイト内にある「アーケードゲーム」のページを開くと、アドレス欄などに表示されるファビコンとしてツインビーが用いられている。
1986年にファミリーコンピュータおよびMSXに移植され、1988年にX68000およびディスクシステムに移植された。2003年には携帯電話ゲームとして配信された。ファミリーコンピュータ版は2004年にゲームボーイアドバンス用ソフトとしてファミコンミニシリーズとして発売された他、バーチャルコンソール対応ソフトとして2008年にWii、2013年にWii Uにて配信された。MSX版は2014年にWindows用ソフトとしてプロジェクトEGGにて配信された他、2015年にWii U用ソフトとしてバーチャルコンソールにて配信された。

## ゲーム内容
登場するキャラクターのコミカルさ・可愛らしさが特徴である。プレイヤーは自機（1P側：ツインビー、2P側：ウィンビー）を操り、空から迫り来る敵と地上に配置された敵を倒しながら進攻していく。2人同時プレイが可能であり、同時プレイ時のみ可能な攻撃もある。空中にはショット弾、地上へは爆弾で攻撃する。空中の敵は編隊で出現することもあり、全滅させるとスペシャルボーナス1,000点が入る。地上への爆撃は、射程内では若干左右にも幅があり、自動的に照準が合うようになっている。地上の敵を破壊するとフルーツやスターなどのアイテムが出る。
ツインビー・ウィンビーとも、爆弾は自機の左右に備える手のようなもので投下するが、手の部分に敵もしくは敵の弾が当たるとアーケード版では片方ずつ失われ、対地攻撃を連続で行えなくなり、両方とも失うと爆弾が投下不可能になる。ただし1機につき1度だけ、画面上部から出現する救急車と合体することで手を修理してもらえる。救急車を取り逃がした場合には時間をおいてもう1度だけ出現する。
撃ったベルが放物線を描いて横へ飛ぶという仕様のため、ミスした後の復活が後のシリーズ作よりも困難である。さらに2周目（5面で1周）以降はベルの登場頻度が無いに等しい。
5ステージ1周で、2周目は1周目に登場しないザコ敵が配置されており（ボスは同じ）10ステージで1ループする。またボス対戦中にスクロールが止まらないため、ボスを倒す早さでステージ2以降のマップエリアが可変する。

### アイテム
アーケード版以降で変更された内容は#移植版を参照。

#### ベル
ステージ中には多数の雲が浮かんでおり、その中にはパワーアップアイテムのベル（鐘）が隠れているものがある。特定の雲にショット弾を当てるとベルが飛び出し、ベルに一定数のショット弾を当てるとベルの色が変化する。ベルを取ったときの色によって得点や各種パワーアップの効果が得られる。パワーアップ時はファンファーレが鳴り、BGMがアップテンポの曲に変わる（撃墜されると元のBGMに戻る）。ベルを取り逃がさず撃ち続けると下記の青から順に赤まで変化するが、取り逃すとまた黄色→青からになる。
■黄色
ボーナス（得点）。最初は500点で、黄色ベルを逃さず取り続けると最高10000点まで上がる。
□白色（黄色のベルに5発）
ツイン砲。初期状態では単装の対空ショット弾が2連装になり、攻撃判定がやや広まる。自機がミスするか、地上ベル (3-WAY) を取るまで有効。分身とも併用可能。
■青色（白色のベルに5発・合計10発）
スピードアップ。自機の移動速度が上がり、敵や弾をかわしやすくなる。複数の青ベルを取ると最高16段階までスピードアップするが、取り過ぎると操作が困難になる。自機がミスするまで有効で、一度上がったスピードを下げるにはミスする以外に方法はない。
■緑色（青色のベルに5発・合計15発）
分身。自機と同様にショット弾や爆弾を放つ残像が3つ付く。分身は自機が移動するとその軌跡をついて回り、自機が止まると同じ座標に収束する。上手に操作すれば攻撃範囲を格段に広げることができる。自機がミスするまで有効。分身を取った状態ではバリア装着の赤ベルが出ない。2人同時プレイでゲームをスタートした場合は緑ベルは出現しない。
■赤色（緑色のベルに5発・合計20発）
バリア。自機の周囲が丸く輝く光の玉（バリア）に包まれ、敵や弾から保護されるようになる。バリアはダメージを受ける毎に徐々に小さくなり、耐久限度に達すると消滅する。バリアが有効な間は分身の緑ベルが出ない。画面上に緑色ベルと赤色ベルが同時に出現している状態で緑色ベルを取った後で赤色ベルを取ると、分身とバリアが同時に装着できる。ただしバリア消滅後は分身状態のため新規の赤ベルは出現しない。
バリアを取ると同時に画面上から多量の卵形の敵（エグレス）が出現し、バリアを削りにくる。バリアを画面外にはみ出す移動ができないため、バリアが大きいと地上のアイテムが取れない場合がある。
ベルを撃ち過ぎるとベルが壊れ、ハチ（ビックル）に変化して攻撃を仕掛けてくる。ビックルを撃つと高得点が得られるが、黄色ベルを取り逃したことになるため、連続取得カウントは最初からとなる。

#### 地上アイテム
地上物は移動しないが、砲台のように自機めがけて弾を撃ってくる。キノコ、モグラ、タケノコなどが登場。
地上物を破壊すると以下のアイテムが出現する。
フルーツ（アップルまたはピーチ）
ボーナスアイテムで、取ると得点になる（50点、100点または200点）。
スター
星の形をしたアイテム。取った瞬間に画面上の敵を全滅させることができる（ボスキャラクターを除く）。巻き込んだ敵の数に応じたボーナス点が入る。
地上ベル
1人プレイで分身が付いていない場合、1個目はショット弾が3-WAYになる（その後、緑ベルを取るとショットが初期状態に戻る）。2個目以降は野球ボール（ミラクルボール）が出現して、画面中を跳ね回りながら敵を倒す。ミラクルボールで倒した敵は一律500点入る。ベルにも当たり判定があるため、ベルの色が合わせにくくなる弊害がある。雲に接触してもベルは出現しない。
2人同時プレイの場合はショット弾が3-WAYにならず、最初からミラクルボールが2つの登場する。1人プレイ時とは異なり、「ツインビー」と「ウィンビー」の間をボールが高速で往復する動きになる。

### 2人同時プレイ
2人同時プレイはゲーム開始時のみ選択することができ、1人プレイで開始して2P側が途中参加することはできない。また2P側だけでゲームスタートすることもできない。2人同時プレイでは互いの自機同士が重なり合うことはできず、押しあうようになる。また後方からショットを受けると前に動く。2人同時プレイの場合は緑ベルが出現しない。また地上ベルを取っても3-WAYショットにはならず初回からミラクルボールが出現する。
2人同時プレイ時のみ可能なスペシャル攻撃が存在する。
ファイヤー攻撃
横に手をつないで合体し、巨大な弾を撃つ。合体中は1P・2Pのどちらからでも移動の操作が可能。双方のスピードが同じでないと合体できない。
スター攻撃
縦に並んでお互いの機体をツンツンと当てるようにすると、5方向に拡散するショットを撃てる。
2人同時プレイで片方がゲームオーバーとなった際、相手に残機が残っていれば、スタートボタンを押すことで相手の残機を貰ってプレイが継続できる（クレジットによるコンティニューはプレイ人数にかかわらずできない）。

## 設定

### ストーリー
宇宙暦2801、平和なドンブリ島に突如としてスパイス大王率いる軍隊が攻め寄せてきた。
スパイス大王は島を占領すると、島に伝わる5つの宝の玉を部下の4人の将軍に分け与え、島は分割統治されることになった。
一方、島のはずれに住んでいた風変わりな科学者シナモン博士は2機の戦闘機「ツインビー」「ウィンビー」を密かに開発していた。そして博士の弟子（初期は息子という設定だった）「アンナモン」と「ドンナモン」がそれぞれ乗り込み、スパイス大王の軍勢に対し勇敢に戦いを挑んでいった。

### ステージ構成
ステージ1
- 海上のステージ。ボスはオニオンヘッド将軍。

ステージ2
- 平原のステージ。ボスはパラレルディッシュ将軍。

ステージ3
- 火山のステージ。ボスはタイガーシャーク将軍。

ステージ4
- 平原のステージ。ボスはクローデバイス将軍。

ステージ5
- 前半は空港、後半は砂漠のステージ。ボスはスパイス大王。

## 登場キャラクター
ボス登場の前にボス名称がコンピュータの声でアナウンスされて登場。
ザコ敵は各ステージの将軍に率いられている設定で、ステージ毎に種類にある程度の一貫性がある（一部例外あり）。
以下のザコ敵の名前はファミコン版ツインビーで付けられたもので、アーケード版では「イチゴ」「包丁」「トランジスタ」など単純に元ネタの名称だが、便宜上ファミコン版の名称で記述する。
Stage1（野菜と果物）
ストローム
イチゴ型の敵機。自機が接近すると旋回する。アーケード版は編隊で登場して全滅させると1000点入る。
ダッコン
ダイコン型の敵機。直進する。アーケード版はダイコンではなくニンジンが登場するが色が違うだけ。
ナッピー
ナスにプロペラがついたような敵機。上方から接近して旋回して上昇していく。
ビーン
枝豆型の敵機。上方からふらふらと蛇行しながら下に移動してくる。
ピーマック
ピーマン型の敵機。
オニオンヘッド将軍
巨大なタマネギのようなキャラクター。白い円形の護衛（コロン）を周囲に展開しながら攻撃してくる。コロンは弾を撃ってくる。
Stage2（台所用品）
キュッパ
皿型の敵機。編隊で登場して全滅させると1000点入る。
ホイチョ
包丁型の敵機。左右どちらかから放物線を描いて突進する。
スプルーン
名前はスプーンのようだがフォークがモデル。上方から数機の編隊で接近したのちバラバラになる。
カマゴン
釜型の敵機。画面上方から降りてきた後引き返すだけだが、引き返す際に弾を撃ってくることが多い。
ドンベー
丼ぶり型の敵機。左右の端を何度もジグザグに往復しながら弾を撃ちつつ近づいてくる。ただし自機が近付くと姿を消す。アーケード版ではUFOに近い形をしている。
壺
アーケード版にのみ登場。放物線を描いて急降下してくる。
パラレルディッシュ将軍
地上 (?) から浮き上がるようないくつもの皿のようなもの（スピン）で攻撃してくる。同一高度ではないスピンは緑色で大きさも小さく、この状態では触れても大丈夫。画面上の至る所から現れ、後方や側方からも出現するのでとてもかわし難い。
Stage3（生き物）
エイラー
エイ型の敵機。画面の真ん中でクネクネ動いたのち接近してくる。編隊で登場して全滅させると1000点入る。
ゲジラー
ゲジゲジ型の敵機。こちらは上方からクネクネしながら下方に降りていく。
グラバー
カニ型の敵機。自機から離れた左右どちらかの端から真っすぐ降りてきて、横軸が合うと横方向に方向転換する。
タコラン
タコ型の敵機。最初は白色で左右両端からゆっくり下りてくるだけだが、しばらくすると赤くなって自機を追い回す。
エビセン
エビ型の敵機。画面上方から降りてきて斜め上方に引き返すだけだが、タコランが赤くなって自機を追い回した直後に登場することが多い。
パオー
ゾウ型の敵機。画面上方から真っすぐ降りてくるだけで、弾も撃ってこない。
タイガーシャーク将軍
画面上部からカエル型の子分（フロッガー）が次々と編隊を組んで攻撃し、自らも突進攻撃を仕掛けてくる。ただし、タイガーシャーク将軍の攻撃は画面の下端にいれば当たらない。フロッガーはアーケード版ではステージ8でザコ敵としても登場する。
Stage4（文房具）
ペレット
万年筆のペン先型の敵機。画面上方から降りてきて自機が接近すると横方向に逃げていくが、方向転換の際に弾を撃ってくることが多い。
スタップ
スタンプ型の敵機。画面の真ん中および上方から横方向にジャンプするように移動し、この間に多量の弾をバラまいてくる。
ビーズ
ビーズ型の敵機。斜めに降りてくるが、自機と横軸が合うと横殴りに体当たりしようとしてくる。
マグルーン
U字磁石型の敵機。動きはスタップを縦方向にしたようなものである。
カマース
鎌型カッターの敵機。左右の端からジグザグに移動したのち突進してくる。
ラシャール
ハサミ型の敵機。画面上方で旋回するだけだが、大量の弾をバラまいてくる。早めに倒さないと危険。アーケード版はポータブルカッターになっている。
クローデバイス将軍
製図用コンパスの型をしたキャラクター。画面の左右を自由に素通りする能力を持つ。子分の回転オプション（ミニクロニー）が分離して突進攻撃をしてくる。
Stage5（植物と電子部品）
アイリス（花）
アーケード版のみに登場する藍色の敵機。編隊で登場して全滅させると1000点入る。
アイリス（食虫植物）
左右の端から真横に通り過ぎていく。大量に出現するが、弾を撃ってこないうえ、画面の下に待避していれば当たらない。
サークレイス
ヒマワリの花型の敵機。画面の左端から出現し回転しながら右端に抜けていくだけだが、この間にかなりの弾を撃ってくる。
バーラ
バラの花型の敵機。画面上方から大量に降りてきて何度も方向転換しながら襲ってくる。ステージ5の敵の中でもかなりの強敵。
ゴーン
ツリガネソウの花型の敵機。動きはスプルーンと似ているが、より素早い。
バイブール
電球型の敵機。ツインビーをしつこく追い回す。雑魚敵では最強の部類。
トラプス
トランジスタ型の敵機。左右の上から下までジャンプしながら移動したのち、縦方向にジャンプしながら移動する。アーケード版は編隊で登場して全滅させると1000点入る。
ヒュープ
ヒューズ型の敵機。動きはバーラと似ているが、こちらはより方向転換の回数が多い。弾は撃ってこない。
ハイトラプス
パワートランジスタ型の敵機。動きは斜めに降りてくるか途中で引き返すかの2通りのパターンがある。ステージ5の敵では最弱の部類。
バチューム
真空管型の敵機。画面の上方と下方でそれぞれ回転した後、自機目がけて突進してくる。
プロクーマ
UFO型の敵機。元になっているのはFET（電界効果トランジスタ）。
スパイス大王
地上から多量のヒマワリ（ズームヒマワリ）を巻き上げ、大王本体は画面全体を大きく回転しながら攻撃してくる。自機をバリアでパワーアップしていても剥がされる。
その他
エグレス
玉子型の敵機。バリアのベルを取ったときに大量に出現する。アーケード版では高次ステージでザコ敵としても出現する。
ガーン
鬼の金棒。アーケード版では破壊不能キャラクター。MSX版ではザコ敵（破壊可能）として登場する。
トマト
アーケード版のステージ6で登場。方向転換しながら高速で移動する。
レンコン
アーケード版のステージ6で登場。放物線を描いて急降下してくる。
タマネギ
アーケード版のステージ6で登場。わらわらと大量に出現するので撃ち漏らすと面倒。
泡立て器
アーケード版のステージ7で登場。緩急させてふわふわと移動する。編隊を全滅させると1000点入る。
すり鉢
アーケード版のステージ7で登場。
まな板
アーケード版のステージ7で登場。超高速で移動する。

## 移植版
| No. | タイトル                                              | 発売日                                     | 対応機種                                     | 開発元                        | 発売元                         | メディア                              | 型式                                   | 備考 | 出典          |
| --- | ----------------------------------------------------- | ------------------------------------------ | -------------------------------------------- | ----------------------------- | ------------------------------ | ------------------------------------- | -------------------------------------- | --- | ------------- |
| 1   | ツインビー                                            | 1986年1月4日                               | ファミリーコンピュータ                       | コナミ開発2課                 | コナミ                         | 192キロビットロムカセット             | RC807                                  | 売上本数：約100万本                                                                                          |               |
| 2   | ツインビー                                            | 1986年5月25日 1986年                       | MSX                                          | コナミ開発3課                 | コナミ カシオ計算機（OEM販売） | ロムカセット                          | RC740                                  | |               |
| 3   | ツインビー                                            | 1988年2月                                  | X68000                                       | SPS                           | シャープ                       | フロッピーディスク                    | CZZ-217AS                              | |               |
| 4   | ツインビー                                            | 1988年3月11日                              | ディスクシステム                             | コナミ                        | コナミ                         | ディスクカード片面                    | KDS-TWN                                | ロムカセット版と同様                                                                                         |               |
| 5   | コナミゲームコレクション Vol.3 シューティングシリーズ | 1989年1月27日                              | MSX                                          | コナミ                        | コナミ                         | フロッピーディスク                    | RA008                                  | ロムカセット版をSCC音源に対応                                                                                |               |
| 6   | コナミアンティークス MSXコレクション Vol.2            | 1998年1月22日                              | PlayStation                                  | KCE東京                       | コナミ                         | CD-ROM                                | SLPM-86062                             | MSX版の移植                                                                                                  |               |
| 7   | コナミアンティークス MSXコレクション ウルトラパック   | 1998年7月23日                              | セガサターン                                 | KCE横浜                       | コナミ                         | CD-ROM                                | T-9530G                                | MSX版の移植                                                                                                  |               |
| 8   | ツインビー コンプリート版                             | 2003年9月30日                              | J-スカイ                                     | コナミ                        | コナミ                         | ダウンロード （コナミアプリDX）       | -                                      | | [ 4 ]         |
| 9   | ツインビー コンプリート版                             | 2003年10月8日                              | mova505iシリーズ専用 （iアプリ）             | コナミ                        | コナミ                         | ダウンロード （コナミアプリDX）       | -                                      | | [ 4 ]         |
| 10  | ツインビー コンプリート版                             | 2003年11月                                 | EZアプリ                                     | コナミ                        | コナミ                         | ダウンロード （コナミアプリDX）       | -                                      | | [ 4 ]         |
| 11  | ツインビー豪華版                                      | 2003年12月2日                              | 256KBVアプリ対応端末 （Vアプリ）             | コナミ                        | コナミ                         | ダウンロード （256Kアプリ）           | -                                      | | [ 5 ]         |
| 12  | ファミコンミニ19 ツインビー                           | 2004年5月21日                              | ゲームボーイアドバンス                       | コナミ                        | コナミ                         | ロムカセット                          | AGB-FTWJ-JPN                           | ファミリーコンピュータ版の移植                                                                               | [ 6 ] [ 7 ]   |
| 13  | ツインビー                                            | 2006年                                     | Windows                                      | KDE                           | KDE                            | ダウンロード (i-revo)                 | -                                      | ファミリーコンピュータ版の移植                                                                               |               |
| 14  | ツインビー ポータブル                                 | 2007年1月25日                              | PlayStation Portable                         | M2                            | KDE                            | UMD                                   | ULJM-05221                             | アーケード版の移植                                                                                           |               |
| 15  | コナミ アーケード コレクション                        | 2007年3月15日 2007年3月27日 2007年10月26日 | ニンテンドーDS                               | M2                            | KDE                            | 128メガビットDSカード                 | NTR-A5KJ-JPN NTR-ACXE-USA NTR-ACXP-EUR | アーケード版の移植 北米版では『Rainbow Bell』に改題されて収録                                                |               |
| 16  | ツインビー                                            | 2008年8月5日                               | Wii                                          | KDE                           | KDE                            | ダウンロード （バーチャルコンソール） | -                                      | ファミリーコンピュータ版の移植 日本では2019年1月31日配信・発売終了                                           | [ 8 ] [ 9 ]   |
| 17  | Game Room Game Pack 012                               | 2010年11月5日 2010年12月1日                | Xbox 360 Windows                             | Krome Studios                 | Microsoft Game Studios         | ダウンロード                          | -                                      | アーケード版の移植                                                                                           |               |
| 18  | ツインビー                                            | 2011年8月10日 2011年9月22日                | ニンテンドー3DS                              | アリカ                        | 任天堂                         | ダウンロード （3Dクラシックス）       | -                                      | ファミリーコンピュータ版のリメイク                                                                           | -             |
| 19  | ツインビー                                            | 2013年9月4日                               | Wii U                                        | KDE                           | KDE                            | ダウンロード （バーチャルコンソール） | -                                      | ファミリーコンピュータ版の移植                                                                               | [ 15 ]        |
| 20  | ツインビー                                            | 2014年8月19日                              | Windows （プロジェクトEGG）                  | KDE                           | KDE                            | ダウンロード                          | -                                      | MSX版の移植                                                                                                  | [ 16 ] [ 17 ] |
| 21  | ツインビー                                            | 2015年3月18日                              | Wii U （バーチャルコンソール）               | KDE                           | KDE                            | ダウンロード                          | -                                      | MSX版の移植                                                                                                  | [ 18 ]        |
| 22  | ツインビー                                            | 2015年12月25日                             | PlayStation 4 （アーケードアーカイブス）     | KDE                           | ハムスター 日本一ソフトウェア  | ダウンロード                          | -                                      | アーケード版の移植 バブルシステム版とROM版を収録                                                             | [ 19 ]        |
| 23  | ファミリーコンピュータ Nintendo Switch Online         | 2018年11月14日                             | Nintendo Switch                              | 任天堂                        | 任天堂                         | ダウンロード                          | -                                      | ファミリーコンピュータ版の移植 2019年6月12日に『ツインビー ドンブリ島おかわりバージョン』 という特別版が配信 |               |
| 24  | アーケードクラシックス アニバーサリーコレクション     | 2019年4月18日                              | PlayStation 4 Xbox One Nintendo Switch Steam | ハムスター ゴッチテクノロジー | KDE                            | ダウンロード                          | -                                      | 本作も含むアーケードゲーム8作品を収録した オムニバスソフトの1作として収録。                                  |               |
| 25  | ツインビー                                            | 2019年12月5日                              | Nintendo Switch （アーケードアーカイブス）   | KDE                           | ハムスター 日本一ソフトウェア  | ダウンロード                          | -                                      | アーケード版の移植 バブルシステム版とROM版を収録 （起動画面再現の他、処理落ちの許容量が異なる）              | [ 20 ]        |

ファミリーコンピュータ版
自機は敵弾を受けると手は1度に両方失われ、救急車を取り逃がすと二度と出現しない。また二人プレイの場合、相手の救急車には重なっても乗ることはできない。
ベル
□白色（青色のベルに5発）
■青色（黄色のベルに5発・合計10発）
■赤・白点滅（白色のベルに5発・合計15発）爆弾を放てない残像が2つ付く。
地上アイテム
ステージ1・2・3にはタケノコ（撃つ前に震えて襞を開く）、ステージ4にはハンドマン（手をグーからパーにすると撃つ）、ステージ5にはハンドマンとモアイ（口を開けた時に撃ってくる）が登場する。ステージ5の後半は地上物による攻撃も激しい。
フルーツ
ピーチが登場せず、ステージ4・5にチェリーが出現する。スコアは100点または500点。
スーパーキャンディ
地上ベルから変更。またアーケード版以外ではミラクルボールは登場しない。FC版の裏技として、セレクトボタンを押しながらキャンディを取ると3-WAYの方向を変えることができる。
ミルク
取ると残機が1機増える。アーケード版には登場しない。
2人同時プレイ
スター攻撃は5方向から4方向に変更。
登場キャラクター
キュッパ
皿の上に目玉焼きが乗っている。
ナベッコ
FC版にのみ登場。鍋型の敵機。動きが非常に素早い。3の字を描いて行動する。
アイリス（食虫植物）
アイリスというキャラクター名が付いている。
MSX版
MSX版はエンドレスではなくステージ99（20周目の4面）をクリアした時点で祝福メッセージとスタッフロールが表示されてゲームが終了する。
本体の1スロットにグラディウス、2スロットにツインビーを差してプレイすると、自機がツインビーでグラディウスが遊べるようになる裏技があり、これが後の『パロディウス』（1988年）を生み出す元になった。
ベル
■黒色 撃ち過ぎると黒ベルに変化し、撃っても落下を止められず接触するとミスになる。
登場キャラクター
ガーン
破壊可能なザコ敵として登場する。
シットルケ
地上物として配置されている。エンディングでは緑色のシットルケ（ヤットルケ）が登場する。
ゲームボーイアドバンス版
ファミコン版『ツインビー』の移植版。
PlayStation Portable版
『ツインビー』、『出たな!!ツインビー』、『Pop'nツインビー』、『ツインビーヤッホー!』、『ツインビーだ!!』（パワーアップアレンジ移植）の5作が収録されたオムニバスソフト。サウンドテストや各種オプションも充実している。1人用。
ニンテンドー3DS版
ファミコン版をベースに立体視対応させたリメイク版（任天堂より配信）。1人用。

## 音楽
| BGM                            | タイトル                              | 備考 |
| ------------------------------ | ------------------------------------- | --- |
| クレジット                     | Credit                                | MSX版には未収録。                                                                                                  |
| スタート                       | Start                                 | 『パロディウスだ!』でも使われているイントロ部分。                                                                  |
| ノーマルBGM                    | Twinbee's Home Town Song              | MSX版はドラムパートを割愛。                                                                                        |
| パワーアップファンファーレ     | Power Up                              | |
| パワーアップBGM                | Fantastic Power                       | 『ツインビーだ!!』でも使用されている。「ツインビー」といえばこのBGMが有名。MSX版はドラムパートを割愛。             |
| BOSS BGM                       | BOSS BGM A-1                          | AC版ではオニオンヘッド、クローデバイスのテーマ。FC版ではオニオンヘッド、タイガーシャーク、スパイス大王のBGM。      |
| BOSS BGM                       | BOSS BGM A-2                          | A-1でミスするとこちらに移行。                                                                                      |
| ステージクリアー               | Clear                                 | |
| ノーマルBGM アナザーバージョン | TwinBee's Home Town Song Another Ver. | イントロ部分が違うバージョン。ノーマルBGM中に1UPすると、ファンファーレの後こちらに移行。                           |
| BOSS BGM                       | BOSS BGM B-1                          | AC版ではパラレルディッシュ、タイガーシャーク、スパイス大王のBGM。FC版ではパラレルディッシュ、クローデバイスのBGM。 |
| BOSS BGM                       | BOSS BGM B-2                          | B-1でミスするとこちらに移行。FC・MSXでは割愛されている。                                                           |
| ゲームオーバー                 | Game Over                             | |
| ノーマルランキング             | Normal Ranking                        | FC版、MSX版には未収録。                                                                                            |
| トップランキング               | Top Ranking                           | FC版、MSX版には未収録。                                                                                            |

## スタッフ
アーケード版
- プロデューサー：廣下宏治
- 企画：青山和浩
- プログラマー：青山和浩
- 音楽：福武茂、佐々木嘉則

MSX版
- AKI.NA（永田昭彦）
- HIRO.F（福井博幸）
- ISAO.A（赤田勲）
- HISAE.I
- SATOE.T（寺島里恵）
- YOSHI.S（佐々木嘉則）

## 評価
| 項目 | キャラクタ | 音楽 | 操作性 | 熱中度 | お買得度 | オリジナリティ | 総合  |
| 得点 | 4.29       | 4.05 | 3.79   | 3.97   | 3.77     | 3.59           | 23.46 |

アーケード版
ゲーメストムック『ザ・ベストゲーム2』（1998年）では『名作・秀作・天才的タイトル』と認定された「ザ・ベストゲーム」に選定され、ライターのREDは2人プレイ時の合体攻撃やアイテムの効果が変わることなどについて肯定的に評価し、また緑ベルの取得による「分身」の概念は後の『グラディウス』（1985年）のオプションに繋がるアイデアであるとした上で、「シューティングゲームのパワーアップの歴史を考える上でも重要」と高く評価した。その他には被弾した際に救急車が救助に来るアイデアがコミカルであり「このゲームらしいフィーチャーだった」と称賛した一方、難易度の高さを指摘し「一度死んでしまうと全てのパワーアップが無くなってしまい、復活するのが非常に難しかった」と指摘している。
ファミリーコンピュータ版
ゲーム誌『ファミリーコンピュータMagazine』の読者投票による「ゲーム通信簿」での評価は別記の通り23.46点（満30点）となっている。また、同雑誌1991年5月10日号特別付録の「ファミコンロムカセット オールカタログ」では、2人同時プレイが当時としては珍しかったことを指摘した他、2人同時プレイ時の合体攻撃などの協力プレイに関して肯定的に評価した。
MSX版
MSX専門誌『MSXマガジン』1986年7月号の「MSX SOFTレビュー」では、ほぼ同時に発売された『魔城伝説』と内容が似ていること指摘した上で「アーケード版と比べると見劣りするが全体の出来はいい」として「★★★★☆」と評価された。
ゲーム本『美食倶楽部バカゲー専科外伝 謎のゲーム魔境3』（2002年、キルタイムコミュニケーション）では個人的評価を65点（満100点）とした上で、MSX版独自の要素がないことを指摘し、またファミリーコンピュータ版と比較した上で「普通の良作といった感じで、あんまり目立ちませんでした」と否定的に評価した。

## 続編
本作の直系の続編などを記述。
もえろツインビー シナモン博士を救え!（1986年11月21日発売）
ファミリーコンピュータ ディスクシステム用ソフトとして登場。
全7ステージで、スクロール方向は縦・横の2種類。ジョイスティックを接続すると3人同時プレイが可能。3Pのキャラクターとして「グインビー」が初登場した。ROM版も1993年3月26日に発売。
ツインビー3 ポコポコ大魔王（1989年9月29日発売）
ファミコン・ROMカートリッジ。
難易度選択や1 - 4ステージの順番をコンフィグで変えられるのが特徴。
家庭用ということもあり、難易度は誰でも楽しめるように抑えられている。
ツインビーだ!!（1990年10月12日発売）
ゲームボーイ用。
モノクロなのでベルの色が見づらいのが難点。こちらも難易度は低め。
ゲームボーイカラー対応の海外版「KONAMI GB COLLECTION」では名称が「Pop'nツインビー」に変更されている。
出たな!!ツインビー（1991年2月20日発売）
アーケードゲームで登場。
ためショットが使用可能になった。画面は綺麗だが難易度は高め。全7ステージで2周エンド。
Shuzilow.HAがキャラクターデザインに参加し、メローラ姫など「ツインビーPARADISE」の前身となるキャラクターが初登場。
パワーアップ時などにボイスが入るようになった。アーケード版以外ではX68000（1991年12月6日発売）、PCエンジン（1992年2月28日発売）、PlayStation、セガサターン（後述）にも移植された。『ツインビー ポータブル』にも収録。
Pop'nツインビー（1993年3月26日発売）
スーパーファミコン用。『出たな!ツインビー』のキャラクターを踏襲。新キャラクター「マドカ」「Dr.マードック」が登場。
分身のタイプを選択できたり、ちび分身での全体攻撃、ライフ制などのシステムが特徴。『ツインビー ポータブル』にも収録。
ツインビー レインボーベルアドベンチャー（1994年1月7日発売）
スーパーファミコン用の横スクロールアクションゲーム。ツインビーはピコハンマー、ウインビーはリボン、グインビーはガラガラで攻撃。
ツインビー対戦ぱずるだま（1994年12月9日発売）
PlayStation用。「ツインビーPARADISE」のキャラクターと声優を使用した『対戦ぱずるだま』。CD-XAにはボーカルも入っているが、テストモードで最後まで聞くには△ボタンを連打する必要がある。原作であるアーケード版『対戦ぱずるだま』も同時収録。遅れて出たセガサターン用の対戦ぱずるだまはキャラクターが「ちびまる子ちゃん」のものに変更され、同作は発売されなかった。
ツインビーヤッホー! ふしぎの国で大あばれ!!（1995年4月19日発売）
『出たな!!ツインビー』の続編としてアーケードで登場。アーケードゲームでは珍しい横画面・縦スクロール。ため攻撃を4種類から選択可能、手に武器を持つことが可能になったのが特徴。拡大縮小機能を使ったり、フルボイスのデモや歌が挿入されたりと演出面が大きく強化されている。パロディウスチーム製作でパロディウスのキャラクターも特別出演している。
「出たな!!ツインビー」とのカップリング『出たなツインビーヤッホー! DELUXE PACK』としてPlayStation、セガサターンにも移植（1995年9月29日発売）、また『ツインビー ポータブル』にも収録。
出たなツインビーヤッホー! DELUXE PACK（1995年9月29日発売）
PlayStation、セガサターン用。
アーケードの2作『出たな!!ツインビー』、『ツインビーヤッホー! ふしぎの国で大あばれ!!』を収録。
ツインビーRPG（1998年4月3日発売）
PlayStation用。「ツインビー」シリーズの家庭用ゲームとしては最後となる。
なお、本作品が出る以前にもツインビーのRPGとして『ツインビーミラクル 〜不思議なベルの大陸〜』が制作発表されており、開発中の画面も公開されていたが、この作品は発売中止となった。
ツインビーPARADISE in どんぶり島（1998年2月26日発売）
Windows 95用のアクセサリー集。
パステルじゃん（2002年配信）
携帯電話用アプリ。パステルとじゃんけんをするゲーム。
コナミ雀〜ツインビー対戦版〜 (2003年5月6日配信)
携帯電話用アプリ。
ツインビーダンジョン（2004年5月14日配信）
携帯電話用アプリ。不思議のダンジョンシリーズを代表するローグライクゲームを下敷きにしたダンジョンRPG。
ツインビーのベル磨き（2008年配信）
携帯電話用アプリ。ツインビーシリーズのパワーアップアイテムであるベルを磨くゲーム。
LINE GoGo! TwinBee（2013年5月20日配信）
スマートフォン向けソフト（プレイにはLINEの「ハート」を消費する、いわゆるスタミナ課金制）。画面に対してキャラクターのサイズが大きく、移動は左右のみで弾はオート、地上への爆撃はない。1人用。

## 関連作品

### コンピュータゲーム
- 本シリーズのキャラクターが登場する作品などを記述。

グーニーズ（1986年2月21日発売）
ファミコン。ステージ3に隠れキャラクターとしてツインビーが登場する。
グラディウス（1986年発売）
MSX版では裏技で自機がツインビーになる（『ツインビー』のソフトが必要）。この裏技が元になりパロディウスシリーズが誕生する。他にも、本作のシステムに酷似したシステムが多数存在する（オプション、シールドなど）。
コナミワイワイワールド（1988年1月14日発売）
ファミコン・ROMカートリッジ。シューティング面にツインビーがビックバイパーとともに登場する。後にiアプリとしても登場。
パロディウス 〜タコは地球を救う〜（1988年4月28日発売）
MSXにて発売されたパロディウスシリーズ第1弾。ベルパワーアップが採用されている。元になったのは上記のMSX版『グラディウス』の裏技。
ワイワイワールド2 SOS!!パセリ城（1991年1月5日発売）
ファミコン・ROMカートリッジ。シューティング面にツインビーがビックバイパーとともに登場する。
パロディウスだ! 〜神話からお笑いへ〜（1990年発売）
アーケードほか。ツインビーがプレイヤーとして使える。デザインは初代のウインビーに近い。
ヘクシオン（1992年発売）
アーケードゲーム。テトリスタイプのパズルゲーム。『出たな!!ツインビー』のボイスが使用されている。
極上パロディウス 〜過去の栄光を求めて〜（1994年発売）
アーケードほか。ツインビー、ウインビーがプレイヤーとして使える。
ときめきメモリアル（1994年5月27日発売）
PCエンジン・SUPER CD-ROM²。ときめきメモリアルのゲーム内の隠しゲームとして、1作目のアーケード版をモチーフにタイムアタック要素を取り入れた「ツインビーりたーんず」が収録されている。なお、ゲーム中のボイスを鉄砲塚葉子と金月真美が担当していた。
ときめきメモリアル 〜forever with you〜（PS版：1995年10月13日、SS版：1996年7月19日、Win版：1997年12月4日発売）
ときめきメモリアル 〜forever with you〜 エモーショナル（NS版：2025年5月8日発売）
PlayStation、セガサターン、Windows用、Nintendo Switch。ミニゲームとして、『出たな!!ツインビー』をモチーフにした「ツインビーTIME ATTACK」が収録されている。
がんばれゴエモン3 獅子重禄兵衛のからくり卍固め（1994年12月16日発売）
スーパーファミコン用ソフト。ツーリストの受付役で「ぱすてる」が登場する。
実況おしゃべりパロディウス（SFC版：1995年12月15日発売、PS・SS版：1996年12月13日発売）
スーパーファミコンほか。ツインビー、ウインビーがプレイヤーとして使えるほか、ツインビーのステージもある。ボスはボインビー、SFCではボスラッシュにも、登場する。
セクシーパロディウス（1996年発売）
アーケードほか。『ツインビーヤッホー!』のシューティングスターが使用できる。
バトルトライスト（1997年発売）
アーケード。3D対戦型格闘ゲーム。隠しキャラクターとしてパステルが参戦している。
コナミGBコレクションvol.2、Vol.4（Vol.2：1997年12月11日発売、Vol.4：1998年3月19日発売）
ゲームボーイ。4本のソフトのオムニバス。vol.2には『ツインビーだ!!』、vol.4には『パロディウスだ!』が収録されている。
コナミアンティークスMSXコレクションvol.2、ウルトラパック（PS版：1998年1月21日発売、SS版：1998年7月23日）
PS、SSで発売されたMSXソフトのオムニバス。MSX版ツインビーが収録されている。
エアフォースデルタ（1999年7月29日）
ドリームキャスト。ツインビーをモチーフにした架空機、およびツインビーそのものが隠し機体として登場している。
ときめきメモリアル2（1999年11月25日発売）
PlayStation。登場人物の一人、麻生華澄がメローラ姫のコスプレをする。
ビートマニアIII（2000年3月発売）
アーケード。初代『ツインビー』のBGM「Twinbee's Home Town Song（メインBGM）」と「Fantastic Power（パワーアップBGM）」をユーロビート調にリミックスした「Twin Bee 〜Generation X〜」が収録されている。
なおこの楽曲は後に、同じく音楽ゲームである『beatmania IIDX』（4th style）、『Dance Maniax』（2ndMIX append JPARADISE）、『beatmania』（THE FINAL）、『Dance Dance Revolution』（EXTREME）、『pop'n music』（ee'MALL 2nd avenueで「10」より配信、PS2版「13カーニバル」にも収録）、『Toy'sMarch』（2）など多数のBEMANIシリーズへも移植されている。
コナミ ワイワイレーシング アドバンス（2001年3月21日発売）
ゲームボーイアドバンス用、パステルがレーサーとして参戦。アイテムショップにはシナモン博士が登場。ベルパワーアップなど、ツインビー色がかなり濃い。
バス釣りしようぜ! 〜トーナメントは戦略だ!〜（2002年発売）
ゲームボーイアドバンス用。ライトをモチーフにした主人公とパステルをモチーフにしたマイが登場する。
ドリームミックスTV ワールドファイターズ（2003年12月18日発売）
PlayStation 2、ゲームキューブ用。ハドソンより発売。対戦アクションゲーム。ツインビーは「レインボーベルアドベンチャー」に類似したアクション。
パロディウス ポータブル（2007年1月25日発売）
PSP用ソフト。『パロディウスだ!』『極上パロディウス』『実況おしゃべりパロディウス』にツインビーやウインビーが自機として登場し、『セクシーパロディウス』にシューティングスターが登場する。
コナミ アーケード コレクション（2007年3月15日発売）
ニンテンドーDS用ソフト。アーケード版のツインビーが収録されている。DSワイヤレス通信を使った協力プレイや、当時の資料の閲覧なども可能。
武装神姫バトルロンド（2007年4月23日サービス開始、2011年10月31日サービス終了）
オンラインゲーム。ゲーム内で装備可能な銃としてツインビーの外見をした「ツインビームガン」とウインビーの外見をした「ウインビームガン」が登場する。両方を同時に装備することでファイヤー攻撃も再現される。
ツインビーJG（2007年9月発売）
コナミの子会社・KPEから発売されたパチスロ機。
オトメディウス（2007年10月発売）
アーケード。プレイヤーキャラクターにマドカという名のキャラクター（ツインビーシリーズのマドカとは別人）が登場している。なお、続編の『オトメディウス エクセレント!』にも登場しており、『エクセレント!』にはドンブリ島が追加ステージとして登場し、パステルとウィンビーがゲスト出演している。
クイズマジックアカデミー5（2008年2月発売）
アーケード。全国大会モードで連続正解を続けるとベルやツインビーが飛んでくる。
ポップンミュージック16 PARTY♪（2008年3月発売）
アーケード。隠しオジャマ攻撃「ツインビー」が登場。ポップ君が5色のベルの形になり、背景も『ツインビー』のゲーム画面に変わってツインビーとウィンビーが飛び回る。本編20作目『Sunny Park』まで収録されていた。
ポップンミュージック17 THE MOVIE（2009年3月発売）
アーケード。使用可能なキャラクターとして「ツインビー」が登場し、楽曲「ユーロビート / Twin Bee 〜Generation X〜」の新担当キャラクターとなった。アクションは上記のオジャマ「ツインビー」と同様に、原作のゲーム画面を再現したものとなっている。
ザ★ビシバシ（2009年7月29日発売）
アーケード。e-AMUSEMENT PASSカードを使用することで、ガチャガチャでゲットすると使用可能なキャラクターとして「ライト」と「パステル」が登場し、プレイヤーキャラクターとして使用できるようになる。
NEWラブプラス（2012年2月14日発売）
ニンテンドー3DS用ソフト。ミニゲームとして「ツインビー+」を収録。後に『NEWラブプラス+』（2014年3月27日発売）にも再録されている。
ミライダガッキ Ver.2（2013年12月18日発売）
アーケード。2015年4月23日からの追加配信楽曲としてスーパースィープによるアレンジ版「TWINBEE'S HOME TOWN SONG（「ツインビー」より）」を収録。この楽曲は元々は『オトメディウスG（ゴージャス!）』のDLCとして2009年に配信されたバージョンである。
BeatStream アニムトライヴ（2015年12月21日発売、2017年8月31日サービス終了）
アーケード。稼働時点からの隠し楽曲としてSota Fujimoriによるアレンジ版「Twinbee's Home Town Song」を収録。また、この楽曲のムービーはQrispy Joyboxがファミコン版『ツインビー』を実際にプレーするというものになっており、公式サイト上でも公開されている。同曲は後に『jubeat Qubell』と『ときめきアイドル』に移植された。
ときめきアイドル（2018年3月20日配信、2019年1月15日オンラインサービス終了）
スマートフォンアプリのリズムゲーム。「Twin Memories」のカバー曲「Twin Memories W」と、上記の「Twinbee's Home Town Song」が配信されている他、アイテムの中にパワーアップアイテムである「ベル」を模したアイテムが存在する。「Twin Memories W」は『DanceDanceRevolution A』と『pop'n music うさぎと猫と少年の夢』にも移植され、pop'n版は「ツインビー」が担当キャラクターとなっている。
ピクロジパズル（2018年10月9日発売）
スマートフォンアプリのロジックパズル。パズルキャラクターとしてツインビーが登場。
ボンバーガール（2018年8月30日稼働）
アーケード。2019年7月11日よりパステルがプレイアブルキャラクター（ボンバーガール）として登場。
パワプロアプリ（2014年12月18日稼働）
スマートフォンアプリのスポーツゲーム。『ツインビー』シリーズ主要キャラクター - 『KONAMIドリームコラボ』の一環として、コラボイベント開催。パステルがイベキャラの実装。
コナミ プレミアムくじONLINE （2024年9月25日稼働）
稼働40周年！ツインビーくじ

### ラジオ
ツインビーPARADISE
文化放送にて放送された本作のラジオ番組。同番組からリスナー集団「Beeメイツ」や、決め台詞「合言葉はBee!」が誕生した。